# Ипр
Ипр (фр. Ypres [ipʁ], нидерл. Ieper [ˈipər], западнофлам. Yper), Иперн (нем. Ypern) — город, расположенный на северо-западе Бельгии, в провинции Западная Фландрия, близ границы с Францией на берегу реки Иперле, в составе евроокруга Большой Лилль. Население — 34 897 жит. (2006).

## История
Впервые упомянутый в VIII веке, Ипр был одним из самых богатых городов средневековой Европы, с населением в 80 тысяч жителей. В XII—XIV вв. он оспаривал у Брюгге и Гента звание главного центра цехового сукноделия во Фландрии. Затяжная осада англичанами во время Столетней войны (1383) подорвала его благополучие. В конце XVI века, когда местным епископом был знаменитый Янсен (основатель янсенизма), в Ипре жило уже не более пяти тысяч человек. В следующий раз урон экономике был нанесён во время войн Людовика XIV, тогда укреплённый маркизом Вобаном город не раз подвергался осадам.
Крепость Ипр была четырежды взята французами, в 1648, 1649, 1658 и 1678 гг. и оставалась во владении Франции до Утрехтского договора 1713 года, по которому город перешёл к Нидерландам. С 1715 до 1782 год крепость была занята голландским гарнизоном. В 1744 году Людовик XV овладел Ипром, но не сохранил его за собой. 6 июня 1744 года началась новая осада Ипра. С 1794 по 1814 год город был под контролем Франции, а затем перешел к Бельгии и Нидерландам. Крупнейший пригород — Вламертинге.

### Первая мировая война

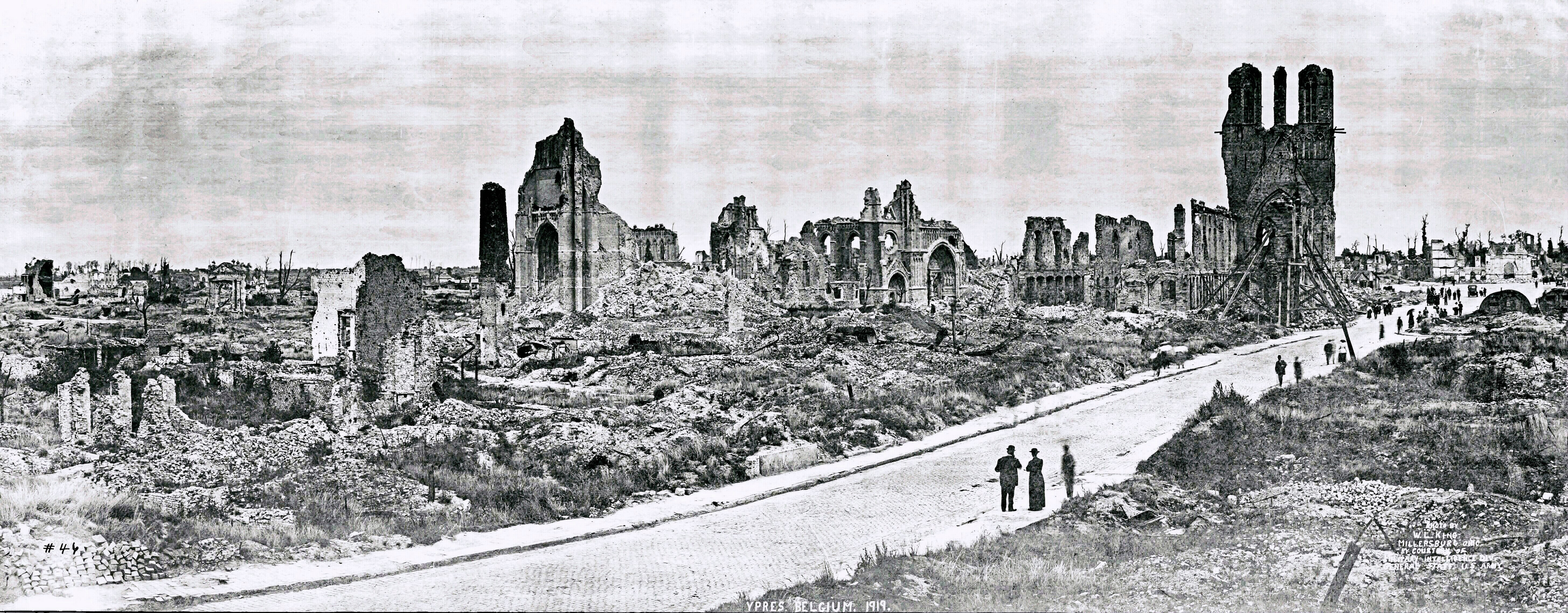
Руины Ипра — 1919

Ипр обеспечил себе место в мировой истории как ключевой пункт Западного фронта Первой мировой войны. Ипрский выступ в британских линиях обороны стал ареной трёх крупных сражений, во время которых немцы в 1915 году впервые в истории применили химическое оружие — хлор — и в 1917 году, также впервые в качестве оружия, — горчичный газ, ныне известный как иприт.
Из 250 000 солдат Антанты, павших у Ипра, каждый пятый остался незахороненным. В память об этом у въезда в Ипр в 1927 году была открыта воздвигнутая на британские средства триумфальная арка — так называемые Мененские ворота. На монументе выбиты имена 54 тысяч погибших в этих местах в ходе Первой мировой войны. В общей сложности вокруг города насчитывается не менее ста сорока военных кладбищ и мемориалов.

## Достопримечательности
Старый город был почти полностью уничтожен во время Первой мировой войны, однако его наиболее значительные сооружения были впоследствии восстановлены. Первое место среди них занимает выдающийся памятник готической гражданской архитектуры — палата суконщиков и беффруа (1304). В городском соборе св. Мартина (XIII—XV вв.) покоится Янсен. В новое и новейшее время это был первый случай полного уничтожения (и последующего восстановления) европейского города по причине военных действий. В 1919 году восстановлением замка Эльзенвалле занялся архитектор Эрнест Блеро.
Раз в три года в Ипре проводится костюмированный Фестиваль Кошек, среди версий происхождения праздника есть отсылка к легенде о том, что якобы со времен средневековья и до 1817 года кошек скидывали с башни из-за суеверий о том что в них живут злые духи. Апогеем праздника становится сбрасывание с башни игрушечных котов.

## Города-побратимы
Семей, Казахстан (17.03.2012 года)